# Xian de Tongguan
Le xian de Tongguan (潼关县 ; pinyin : Tóngguān Xiàn) est un district administratif de la province du Shaanxi en Chine. Il est placé sous la juridiction de la ville-préfecture de Weinan.

## Démographie
La population du district était de 141 038 habitants en 1999.